# 山本耕史
山本 耕史（やまもと こうじ、1976年10月31日 - ）は、日本の俳優、歌手。東京都新宿区出身。妻は元女優の堀北真希。義妹はアイデザイナーでファッションモデルのNANAMI。義弟（妻の妹の夫）はロックバンド・SPiCYSOLのギター、コーラス担当のAKUN（Question?の伊郷アクン）。

## 来歴
0歳のころから乳児モデルとして活動。
1987年、10歳の時に日本初演の『レ・ミゼラブル』で少年革命家ガブローシュを演じ舞台デビュー。なお、同作では16年後の2003年に初演の時から念願だったマリウス役を務めている。
1993年、16歳の時に連続ドラマ『ひとつ屋根の下』（フジテレビ）で車椅子に乗った四男・文也を演じ、一般に名前が浸透する。
1995年、『さんかくはぁと』（テレビ朝日）で連続ドラマ初主演。
1996年、『花より男子』のテレビアニメシリーズおよび劇場版アニメに声優として出演。花沢類役を務める。
1997年7月25日、ボーカルに加え、作詞・作曲・ソロギターを自ら手掛けた『IMAGINE』でCDデビュー。
1998年、21歳の時にブロードウェー・ミュージカル『RENT』の日本初演でマークを演じたことが、役者観が変わるほどの大きな転機となり海外にも目を向けるようになる。パックンに英語を習い、23歳の時に3か月間ニューヨークで暮らす。
2004年、NHK大河ドラマ『新選組!』に出演。局長近藤勇を支え続ける土方歳三を演じ、人気を博す。2000年の三谷幸喜脚本・演出のミュージカル『オケピ!』出演時に、三谷に土方役に見初められての抜擢だった。視聴者からの多くの要望により、2006年には大河ドラマとして初の続編スペシャルドラマ『新選組!! 土方歳三 最期の一日』が「NHK正月時代劇」として制作され、再び土方歳三役として主演を務めた。さらに2015年には連続テレビ小説『あさが来た』で9年ぶりに土方歳三を演じている。これはNHKからの熱烈な要請を受けたためであり、大河ドラマと朝の連続テレビ小説で同一人物が同じ役を演じるのは極めて異例のことであった。
2005年、『第56回NHK紅白歌合戦』の白組司会に抜擢された。
2006年、DonDokoDonの山口智充がMCを務める日本テレビ・水曜深夜番組『MusiG』（2006年4月 - 2007年9月）にレギュラー出演。また、山口、佐野元春と「The Whey-hey-hey Brothers」として、1枚のシングルを発売した。
2010年、Team YAMAMOTO presents ロックミュージカル『GODSPELL ゴッドスペル』で初めて演出を手掛け、また自ら主演を務める。
2021年、岐阜県関ケ原町にて関ケ原観光大使に就任。
2021年4月13日、新型コロナウイルスへの感染を公表。19日、ホテル療養を終了したことを報告。4月23日・25日に日替わりゲストとして出演が予定されていた舞台『シブヤデアイマショウ』（シアターコクーン）の降板が決定した。

### 私生活
2015年8月22日、当時女優として活動していた堀北真希との婚姻届を代理人を通じて提出したことを当時の堀北の所属事務所が発表した。この結婚は当時「交際0日婚」と騒がれた（実際には交際2ヶ月である）。この発表以前、仕事において堀北とは、2009年に連続ドラマ『アタシんちの男子』（フジテレビ）で初共演後、2010年のスペシャルドラマ『わが家の歴史』（フジテレビ）で夫婦になる役で再び共演、2015年5月の舞台『嵐が丘』で3作品目の共演をしている。
2016年6月21日、公式ファンクラブサイトで妻・堀北の第1子妊娠を報告。同年12月18日に、堀北の所属事務所により、堀北が第1子を出産していたことが正式に発表された。性別や出産日、体重などの詳細は公表されていない。
2019年4月28日、第2子の誕生を報告。性別や出産日などの詳細は公表されていない。

## 人物
主に舞台を活動の中心としており、多くのミュージカルに主演している。デビューからずっと個人事務所に所属している。
筋トレが趣味で「譲れないルール」を課すほどにこだわっている。
中学1年生のころに友達同士でコピーバンドを組み、ギターとコーラスを担当。翌年には曲作りを始める。1997年にシングル「Imagine」でCDデビューを果たすが、この曲は高校2年生の時に作った曲である。その他、「KOJI YAMAMOTO & K.D earth」としてインディーズレーベルよりCDをリリース、ボーカル・ギター・キーボードなどをこなしコンサート活動もしていた。
『ドラゴンボール』シリーズの大ファン。野沢雅子が孫悟空の声で吹き込んだ目覚し時計を使用し、ベジータや孫悟空のイラストを書くのが得意だという。『月刊TVnavi』2008年3月号にて野沢と対談し、野沢が悟空・悟飯・悟天の会話を実演した時には興奮しながら「対談テープください！」と雑誌記者に頼んでいたほど。作中のキャラクターを演技の参考にすることもしばしばで、『新選組!』の土方はベジータ、『華麗なる一族』の銀平はピッコロ、『陽炎の辻〜居眠り磐音 江戸双紙〜』の坂崎磐音は、普段の温厚さと戦う時の強さとのギャップとかっこよさから、孫悟空を参考に役作りをしているとのこと。『漫道コバヤシ』の「映画ドラゴンボールZ 神と神公開記念!出でよ神龍!! SP」（2013年3月24日放送回）にも出演した。
2人だけのバイクチームを組んでいる山口智充とは公私ともに仲が良い。また『新選組!』の共演者・関係者が集まり毎年忘年会が行われていると述べている。特に同学年であり主演を務めた香取慎吾とは、香取が「友達を作らない主義」であるにもかかわらず「数少ない友人」と公言しているほど親交が深い。
上白石萌音・萌歌姉妹とは、家族ぐるみの付き合いである。特に上白石の父親と仲が良く飲み友達。
NHKの大河ドラマ『真田丸』で石田三成役を演じた縁から2021年4月4日に岐阜県関ケ原町で2020年オリンピック東京大会の聖火ランナーを務めた。山本は関ヶ原の戦いで三成が陣を構えたと伝わる笹尾山を登った。
土方歳三はこれまで6回演じており、当たり役と称されることもある。山本は「何度彼になり彼に力を借りた事だろう。いつか僕が恩返しを、と思っていたけれどまたも彼に力を借りる事になる。」とコメントしている。

## ものまねレパートリー
玉置浩二 / 布袋寅泰 - サイン入り（1999年）のエレキギターを持っている。 / 氷室京介 / 桑田佳祐 / 前田亘輝 / 武田鉄矢 / 堺雅人
フリーザ
携帯カメラのシャッター音 / すきま風 / ムース / 無くなりかけのマキロン

## 受賞歴
- 2004年 第42回ギャラクシー賞 月間賞（2004年5月度）、年間奨励賞（『新選組!』）[35]
- 2004年 第43回ザテレビジョンドラマアカデミー賞 助演男優賞（『新選組!』）[36]
- 2005年 第29回エランドール賞 新人賞（『新選組!』）[37]
- 2006年 第15回日本映画批評家大賞 舞台ミュージカル大賞（西條笑児賞）（『リトルショップ・オブ・ホラーズ』）[38]
- 2015年 ベストレザーニスト2015[39][40]
- 2015年 第23回読売演劇大賞 優秀男優賞（『メンフィス』）[41]
- 2018年 第19回ベストフォーマリスト 男性部門[42]
- 2024年 2024 All About ミュージカル・アワード主演俳優賞（『RENT』）[43]

## 出演

### テレビドラマ
- 親子ゲーム第1話 （1986年6月7日、TBS）
- 銀河テレビ小説 殿様ごっこ（1988年10月31日 - 11月18日、NHK総合） - 章 役
- 花も実もある（1990年1月10日 - 3月14日、NHK総合）- 平太役
- NHK子どもパビリオン ひかるサケ（1990年4月13日 - 4月20日、NHK総合） - 主演・トシオ 役
- 愛という名のもとに（1992年1月9日 - 3月26日、フジテレビ） - 平岡知 役
- 大河ドラマ（NHK総合）
  - 信長 KING OF ZIPANGU（1992年1月5日 - 12月13日 （5・6回のみ）） - 斯波義銀 役
  - 新選組!（2004年1月11日 - 12月12日） - 土方歳三 役
  - 平清盛（2012年1月8日 - 12月23日（8 - 22回のみ）） - 藤原頼長 役
  - 真田丸（2016年1月16日 - 12月18日（14 - 38回のみ）） - 石田三成 役[11]
  - 鎌倉殿の13人（2022年1月9日 - 12月11日）- 三浦義村 役[44]

- 七衛門の首（1993年3月3日、フジテレビ） - 伊藤九郎 役
- ひとつ屋根の下（フジテレビ） - 柏木文也 役
  - ひとつ屋根の下（1993年4月12日 - 6月28日）
  - ひとつ屋根の下2（1997年4月14日 - 6月30日）
- 生まれてはみたけれど…（1993年12月28日、日本テレビ） - 主演
- 陽のあたる場所（1994年1月13日 - 3月24日、フジテレビ） - 北上大介 役
- さんかくはぁと（1995年1月9日 - 3月20日、テレビ朝日） - 主演・和田智雄／和田智美（二役） 役
- 翼をもがれた天使たち（1995年2月14日、日本テレビ） - 佐田昇 役
- 連続テレビ小説（NHK総合）
  - 春よ、来い　第二部 （1995年4月3日 - 9月30日（262 - 265回のみ）） - 石川昌也 役
  - あさが来た（2015年9月28日 - 2016年4月2日（15・17回のみ）） - 土方歳三 役[12][45]
- NHKスペシャル こころの王国・童謡詩人金子みすゞの世界（1995年8月27日、NHK総合） - 上山雅輔 役
- ようこそ青春金物店（1996年2月19日 - 3月14日（5 - 11・16話のみ）、NHK総合）  - 江理透 役
- 月曜ミステリー劇場 十津川警部シリーズ11 南伊豆高原殺人事件（1996年7月8日、TBS） - 片桐了二 役
- 忠臣蔵（1996年10月10月9日 - 12月18日、フジテレビ） - 矢頭右衛門七 役
- 火曜サスペンス劇場（日本テレビ）
  - 15周年特別企画　食卓のある風景（1996年10月15日） - 山根真 役
  - テレホンママ（1997年1月21日） - 新村敏夫 役
  - 追跡6（1999年9月21日） - 水野裕一 役
- あなたに10億円さし上げます!（1996年11月30日、テレビ朝日）- 江本信彦 役
- 味いちもんめ 97年スペシャル（1997年1月2日、テレビ朝日） - 吉岡泰典 役
- 母を看取る朝（1997年10月7日、テレビ朝日）
- 新春ワイド時代劇（テレビ東京） 
  - 家康が最も恐れた男 真田幸村（1998年1月2日） - 豊臣秀頼 役
  - 戦国疾風伝 二人の軍師 秀吉に天下を獲らせた男たち（2011年1月2日） - 主演・竹中半兵衛 役（高橋克典とW主演）
  - 影武者 徳川家康（2014年1月2日） - 徳川秀忠 役
- 土曜ワイド劇場 異常犯罪シリーズ“繭の密室”連続殺人事件（1998年1月31日、テレビ朝日） - 江藤順弥 役
- 物書同心いねむり紋蔵（1998年4月3日 - 9月4日、NHK総合） - 藤木紋太郎 役
- 24時間だけの嘘（1999年4月1日、TBS） - 原田智也 役
- 鶴瓶のスジナシ！（1999年7月14日、CBCテレビ）- ラーメン屋の客 役
- 救急ハート治療室 第5話（1999年8月3日、フジテレビ） - 小山内恭一 役
- ゲームの達人（2000年3月28日 – 5月2日、NHK BS1） - 篠原透 役
- 明日を抱きしめて（2000年10月9日 - 12月11日、日本テレビ） - 高階雅之 役
- TEAM・スペシャル1（2000年11月3日、フジテレビ） - 矢島哲夫 役
- 別れさせ屋 第7話（2001年2月19日、読売テレビ） - 中野修二 役
- ここだけの話・別れ話（2001年3月17日、テレビ朝日）- 圭祐役
- ドラマ愛の詩 キテレツ（2002年1月1日、NHK総合） - 刈野勉三 役
- 平岩弓枝のお美也（2002年4月5日 - 5月24日（2 - 7話のみ）、NHK総合） - 汐見新之助 役
- ショムニFINAL 第4話（2002年7月24日、フジテレビ） - 岩田実 役
- 御宿かわせみ 第一章 第7話（2003年5月23日、NHK総合） - お役者松 役
- 恋におちたら〜僕の成功の秘密〜（2005年4月14日 - 6月23日、フジテレビ） - 安藤龍太 役
- ほんとにあった怖い話 スペシャル6 京都ミステリーツアーSP「心霊写真」（2005年8月23日、フジテレビ） - 主演・矢澤謙太 役
- 新選組!! 土方歳三 最期の一日（2006年1月3日、NHK総合、正月時代劇） - 主演・土方歳三 役
- 女検事の報復（2006年2月25日※2002年撮影、テレビ朝日） - 横山刑事 役
- マチベン（2006年4月8日 - 5月13日、NHK総合） - 神原啓吾 役
- 恋のから騒ぎ ドラマスペシャル 〜Love Stories III〜 「荷台に乗せられた女」（2006年9月26日、日本テレビ） - 竜ヶ崎丈二 役
- 華麗なる一族（2007年1月14日 - 3月18日、TBS） - 万俵銀平 役
- ホレゆけ！スタア☆大作戦～まりもみ危機一髪！～ 第25話（2007年9月30日、よみうりTV）
- 陽炎の辻〜居眠り磐音 江戸双紙〜 シリーズ（NHK総合） - 主演・坂崎磐音 役
  - 陽炎の辻〜居眠り磐音 江戸双紙〜（2007年7月19日 - 10月11日）
  - 陽炎の辻2〜居眠り磐音 江戸双紙〜（2008年9月6日 - 11月22日）[46]
  - 陽炎の辻スペシャル〜居眠り磐音 江戸双紙〜『夢の通い路』（2009年1月3日、NHK正月時代劇）
  - 陽炎の辻3〜居眠り磐音 江戸双紙〜（2009年4月18日 - 7月18日）
  - 陽炎の辻スペシャル〜居眠り磐音 江戸双紙〜 『海の母』（2010年1月1日、NHK正月時代劇）
  - 陽炎の辻スペシャル〜居眠り磐音 江戸双紙〜 『完結編』（2017年1月2日、NHK正月時代劇）[47]
- 佐々木夫妻の仁義なき戦い（2008年1月20日 - 3月23日、TBS） - 小川信司 役
- 眉山（2008年4月4日、フジテレビ） - 篠崎孝次郎 役
- パンドラ シリーズ（WOWOW） - 太刀川春夫 役
  - パンドラ（2008年4月6日 - 5月25日）
  - パンドラII 飢餓列島（2010年4月18日 - 5月30日）
  - パンドラIII 革命前夜（2011年10月2日 - 11月20日）
  - パンドラIV AI戦争（2018年11月11日 - 12月16日）[48]
- ザ・クイズショウ 第1話（2008年7月5日、日本テレビ） - 村瀬龍一郎 役
- 土曜プレミアム「完全犯罪ミステリースペシャル新証言!三億円事件 40年目の謎を追え!」（2008年12月13日、フジテレビ） - 齋藤勲 役
- RESCUE〜特別高度救助隊 第1話（2009年1月24日、TBS） - 宮崎志郎 役
- テレビ朝日開局50周年記念ドラマスペシャル 落日燃ゆ（2009年3月15日、テレビ朝日） - 広田正雄 役
- アタシんちの男子（2009年4月14日 - 6月23日、フジテレビ） - 時田修司 役
- イケ麺新そば屋探偵 〜いいんだぜ!〜 第4話（2009年5月16日、日本テレビ） - 東北初人 役
- テレビ朝日開局50周年記念ドラマスペシャル 刑事一代 平塚八兵衛の昭和事件史（2009年6月20、21日、テレビ朝日） - 草間毅彦 役
- 金曜ドラマ 派遣のオスカル〜少女漫画に愛をこめて〜 第2・3話（2009年9月4日・11日、NHK総合） - REN 役
- JIN-仁-（TBS） - 野口元 役
  - JIN-仁- 第1話（2009年10月11日）
  - JIN-仁- 完結編 最終話（2011年6月26日）
- JNN50周年記念 歴史大河スペクタクル 唐招提寺1200年の謎〜天平を駆けぬけた男と女たち（2009年11月3日、TBS） - 藤原刷雄 役
- 松本清張生誕100周年記念ドラマ「火と汐」（2009年12月21日、TBS） - 東和彦 役
- 樅ノ木は残った（2010年2月20日、テレビ朝日） - 伊東七十郎 役
- フジテレビ開局50周年記念ドラマわが家の歴史（2010年4月9日 - 11日、フジテレビ） - 阿野三成 役
- Mother（2010年4月14日 - 6月23日、日本テレビ） - 藤吉駿輔 役
- 金曜プレステージ目線（2010年12月17日、フジテレビ） - 加納拓真 役
- ワンセグドラマ「僕のとてもわがままな奥さん」（2011年29日 - 12月3日、NHKワンセグ2） - じゅん（声のみ） 役
- BOSS 2ndシーズン 第3話（2011年5月5日、フジテレビ） - 佐神公一 役
- アンフェア the special〜ダブル・ミーニング 二重定義〜（2011年9月23日、関西テレビ） - 元園部恭輔 役
- ドラマW 死刑基準（2011年9月25日、WOWOW） - 主演・水戸裕介 役
- ステキな隠し撮り〜完全無欠のコンシェルジュ〜（2011年11月5日、フジテレビ） - 写真家 役
- くろねこルーシー（2012年1月5日 - 3月19日、UHF） - 主演・鴨志田陽 役
- 金曜プレステージ 鬼刑事 米田耕作（2012年2月3日、フジテレビ） - 八坂健太郎 役
- たぶらかし-代行女優業・マキ-（2012年4 月5日 - 6月28日、読売テレビ） - 水鳥モンゾウ 役
- 永遠の泉（2012年6月16日、NHK総合） - 寺部智之 役
- 浪花少年探偵団（2012年7月2日 - 9月17日、TBS） - 本間義彦 役
- 薄桜記（2012年7月13日 - 9月21日、NHK BSプレミアム） - 主演・丹下典膳 役[6][49]
- MONSTERS 第2話（2012年10月28日、TBS） - 山村省一 役
- 実験刑事トトリ 第5話（2012年12月1日、NHK総合） - 羊谷善治 役
- ドクターX〜外科医・大門未知子〜 第7・8話（2012年12月6日・13日、テレビ朝日） - 土方幾也 役
- ラスト・ディナー 第1夜「また逢える日」（2013年3月9日、NHK BSプレミアム） - ヨシオ 役
- 連続ドラマW レディ・ジョーカー（2013年3月3日 - 4月14日、WOWOW） - 八代芳伸 役
- ドラマ10 激流〜私を憶えていますか?〜（2013年6月25日 - 8月13日、NHK総合） - 鯖島豊 役
- ぴんとこな（2013年7月18日 - 9月19日、TBS） - 佐賀田完二郎 役
- あなたに似た誰か 第2話「記憶の海」（2013年8月20日、NHK BSプレミアム） - 主演・小椋賢哉 役
- 金曜ドラマ 夜のせんせい（2014年1月17日 - 3月21日、TBS） - 大澤雄大 役
- そんじょそこら商店街（2014年3月12日、NHK BSプレミアム） - 主演・青山誠 役[50]
- すべてがFになる 第7・8話（2014年12月2日・9日、フジテレビ） - 寺林高司 役
- このミステリーがすごい! ベストセラー作家からの挑戦状「ダイヤモンドダスト」（2014年12月29日、TBS） - 主演・明神和也 役（AKIRAとW主演）[51]
- ナポレオンの村（2015年7月19日 - 9月13日、TBS） - 戸川真人 役[52][53]
- 松本清張特別企画・共犯者（2015年9月30日、テレビ東京） - 町田武治 役[54]
- 坊っちゃん（2016年1月3日、フジテレビ） - うらなり 役[55]
- 桜坂近辺物語 第3夜「近辺3」（2016年3月9日、フジテレビ） - 紺野 役[56][57]
- 松本清張スペシャル かげろう絵図（2016年4月8日、フジテレビ） - 島田新之助 役[58]
- OUR HOUSE（2016年4月24日 - 6月12日、フジテレビ） - 伴奏太 役[59]
- スリル!〜赤の章・黒の章〜（交互放送各4話、NHK総合・BSP）[60] - 白井真之介 役[61]
  - スリル!赤の章〜警視庁庶務係ヒトミの事件簿（2017年2月22日 - 3月15日、NHK総合）
  - スリル!黒の章〜弁護士・白井真之介の大災難（2017年2月26日 - 3月19日、NHK BSプレミアム） - 主演・白井真之介 役
- 植木等とのぼせもん（2017年9月2日 - 10月21日、NHK総合） -  主演・植木等 役[62]
- トットちゃん!（2017年10月2日 - 12月22日（1 - 19・29 - 46・51・52回（1部抜けあり）、テレビ朝日） - 黒柳守綱 役[63]
- 風雲児たち〜蘭学革命（れぼりゅうし）篇〜（2018年1月1日、NHK総合、NHK正月時代劇） - 平賀源内 役[64]
- 鳴門秘帖（2018年4月20日 - 6月22日、NHK BSプレミアム） - 主演・法月弦之丞 役[65]
- ドラマBiz ヘッドハンター 第8話（2018年6月4日、テレビ東京） - 川瀬次雄 役[66]
- テレビ東京開局55周年特別企画 Aではない君と（2018年9月21日、テレビ東京） - 中尾俊樹 役[67]
- 日経ドラマスペシャル  琥珀の夢（2018年10月5日、テレビ東京） - 松亀正行 役[68]
- スキャンダル専門弁護士 QUEEN（2019年1月10日 - 3月14日、フジテレビ） - 吾妻涼介 役
- イノセンス 冤罪弁護士 第3話（2019年2月2日、日本テレビ） - 磐梯輝典 役[69]
- 紀州藩主 徳川吉宗（2019年2月8日、BS朝日） - 主演・徳川吉宗 役[70]
- きのう何食べた?（テレビ東京） - 小日向大策 役[71]
  - きのう何食べた? （2019年4月6日 - 6月29日（3・6・7・11話のみ））
  - きのう何食べた? 正月スペシャル2020（2020年1月1日）[72]
  - きのう何食べた? season2（2023年10月7日 - 12月23日（3・6・7・11話のみ））
- ストロベリーナイト・サーガ 第7 - 9話 （2019年5月23日 - 6月6日、フジテレビ） - 牧田勲 役[73]
- 仮面ライダーゼロワン （2019年9月1日 - 2020年8月30日（1・2・44・45回のみ）、テレビ朝日） - 飛電其雄 役[74]
- 即興恋愛ドラマ 抱かれたい12人の女たち（2019年10月5日 - 12月21日、テレビ大阪） - 主演・バーテンダー 役[75]
- 貴族誕生 -PRINCE OF LEGEND-（2019年11月28日 - 12月26日、日本テレビ） - 黒岩マサオ / ノア 役[76]
- 恋はつづくよどこまでも（2020年1月14日 - 3月17日、TBS） - 小石川六郎 役[77]
- 絶メシロード（テレビ東京） - 鏑木勉 役[78]
  - 絶メシロード （2020年1月25日 - 4月11日（2・4・9・10話のみ））第9話・第10話は主演[79]
  - 絶メシロード season2 （2022年8月27日 - 10月15日（4話のみ））[80]
- 大江戸グレートジャーニー 〜ザ・お伊勢参り〜（2020年6月6日 ‐ 7月11日、WOWOW）‐ 菊佐 役
- この恋あたためますか（2020年10月20日 - 12月22日、TBS） - 神子亮 役[81]
- アノニマス〜警視庁“指殺人”対策室〜（2021年1月25日 - 3月15日、テレビ東京） - 羽鳥賢三 役[82]
- 土曜プレミアム 死との約束（2021年3月6日、フジテレビ） - 本堂礼一郎 役[83]
- シェフは名探偵 第8話（2021年7月26日日、テレビ東京） - 大野和真 役[84]
- 剣樹抄〜光圀公と俺〜（2021年11月5日 - 12月24日、NHK BSプレミアム） - 主演・徳川光圀 役[85]
- 競争の番人 第1 - 3話のみ（2022年6月27日 - 7月18日、フジテレビ） - 天沢雲海 役[86]
- 金曜ドラマ クロサギ（2022年10月21日 - 12月23日、TBS） - 白石陽一 役[87][88]
- 大奥「五代将軍 綱吉×右衛門佐 編」（2023年2月7日 - 2月21日、NHK総合）- 右衛門佐 役[89][90]
- 藤子・F・不二雄 SF短編ドラマ「おれ、夕子」（2023年4月9日、NHK BSプレミアム・BS4K） - 鈴木夕子の父 役[91]
- Dr.チョコレート（2023年4月22日 - 6月24日、日本テレビ） - 寺島光一 役[92]
- ハヤブサ消防団（2023年7月13日 - 9月14日、テレビ朝日） - 中山田洋 役[93][94]
- 金曜ドラマ 不適切にもほどがある! （2024年1月26日 - 3月29日（3 - 5・7 - 9話のみ）、TBS） - 栗田一也 役[95][96]
  - 不適切にもほどがある! スペシャル（2026年春〈予定〉、TBS）[97]
- ドラマプレミアム 黄金の刻〜服部金太郎物語〜（2024年3月30日、テレビ朝日）  - 吉川鶴彦 役[98]
- 花咲舞が黙ってない（2024年4月13日 - 6月15日、日本テレビ） - 相馬健 役[99]
- アイシー〜瞬間記憶捜査・柊班〜（2025年1月21日 - 3月25日、フジテレビ） - 土屋健次郎 役[100]
- ホットスポット 最終話（2025年3月16日、日本テレビ） - 古田 役[101]
- 連続ドラマW I, KILL（2025年5月18日 - 6月22日、WOWOW） - 柳生十兵衛 役[102]

### 配信ドラマ
- キキコミ 第2話（2007年11月9日、ニフティ） - スズキナオキ 役
- まだまだ恋はつづくよどこまでも（2020年1月14日 - 3月17日（5 - 8・最終話のみ）、Paravi） - 小石川六郎 役
- 離婚しようよ（2023年6月22日 - 、Netflix） - 想田豪 役[103][104]
- 恋の妄想♡消防団（2023年8月3日・8月17日、TELASA） - 中山田洋 役[105]
- 地面師たち（2024年7月25日 - 、Netflix） - 青柳隆史 役[106]
- 喧騒の街、静かな海（2025年1月※2014年製作 、Amazon Prime Video） - 水無月淳 役
- 笑ゥせぇるすまん #1「たのもしい顔」（2025年7月18日、Amazon Prime Video） - 頼母子雄介 役[107][108]

### 映画
- 赤いカラスと幽霊船（1989年7月24日、横浜博覧会協会/NHK） - タクヤ 役
- 時の輝き（1995年3月18日公開、松竹） - 守谷峻一 役
- 霧の子午線（1996年3月18日公開、東映） - 鳥飼光夫 役
- 世にも奇妙な物語 映画の特別編（2000年11月3日公開、東宝） - 大学生風の青年 役
- ミラクルバナナ（2006年9月16日公開、ミラクルバナナ製作委員会） - 中田亨輔 役
- 東京フレンズ The Movie（2006年8月12日公開、松竹） - 結城 役
- ユメ十夜 第四夜（2007年1月27日公開、日活） - 夏目漱石 役
- それでもボクはやってない（2007年1月20日公開、東宝） - 斉藤達雄 役
- ザ・マジックアワー（2008年6月7日公開、東宝） - セカンド助監督〈愚痴る男〉 役
- アルビン号の深海探検 3D（2009年10月24日、さらい） - アルビン号 役（ナレーション）
- 彼岸島（2010年1月9日公開、ワーナー・ブラザース映画） - 雅 役[109]
- 最後の忠臣蔵（2010年12月18日公開、ワーナー・ブラザース映画） - 茶屋修一郎 役
- 忍たま乱太郎（2011年7月23日公開、ワーナー・ブラザース映画） - 戸部新左ヱ門 役
- はやぶさ/HAYABUSA（2011年10月1日公開、20世紀フォックス映画） - 田嶋学 役
- ステキな金縛り（2011年10月29日公開、東宝） - 日野勉 役
- くろねこルーシー（2012年10月6日公開、AMGエンタテインメント） - 鴨志田陽 役
- 振り子（2015年2月28日公開、よしもとクリエイティブ・エージェンシー） - 看板屋 役（友情出演）
- ギャラクシー街道（2015年10月24日公開、東宝） - スペース客引きゼット 役[110]
- 劇場版 びったれ!!!（2015年11月28日公開、太秦） - 霧浦三郎 役[111]
- 映画刀剣乱舞-継承-（2019年1月18日公開、東宝映像事業部） - 織田信長 役[112]
- スタートアップ・ガールズ（2019年9月6日公開、プレシディオ） - 水木 役[113]
- 一粒の麦　荻野吟子の生涯（2019年10月26日公開、現代ぷろだくしょん） - 主演・志方之善 役（若村麻由美とW主演）[114]
- カツベン!（2019年12月13日公開、東映） - 牧野省三 役[115]
- 仮面ライダー 令和 ザ・ファースト・ジェネレーション（2019年12月21日公開、東映） - 飛電其雄 / 仮面ライダー1型 役[116]
- エキストロ（2020年3月13日公開、吉本興業） - 山本耕史（本人） 役[117]
- 貴族降臨 -PRINCE OF LEGEND-（2020年3月13日公開、東宝） - 黒岩マサオ / ノア 役[118]
- 劇場版「きのう何食べた?」（2021年11月3日公開、東宝） - 小日向大策 役[119]
- KAPPEI カッペイ（2022年3月18日公開、東宝） - 正義 役[120]
- シン・ウルトラマン（2022年5月13日公開、東宝） - 外星人第0号メフィラス 役[121][122]
- 鋼の錬金術師 完結編（ワーナー・ブラザース映画） - アレックス・ルイ・アームストロング 役
  - 鋼の錬金術師 完結編 復讐者スカー（2022年5月20日公開）[123]
  - 鋼の錬金術師 完結編 最後の錬成（2022年6月24日公開）[123]
- キングダムシリーズ（東宝、ソニー・ピクチャーズ エンタテインメント） - 趙荘 役[124]
  - キングダム 運命の炎（2023年7月28日公開）
  - キングダム 大将軍の帰還（2024年7月12日公開）[125]
- もしも徳川家康が総理大臣になったら（2024年7月26日公開、東宝） - 土方歳三 役[126]
- はたらく細胞（2024年12月13日公開、ワーナー・ブラザース映画） - キラーT細胞 役[127]

### 舞台
- ミュージカル 楼蘭（1986年1月13日 - 2月25日、ゆうぽうと簡易保険ホール　他） - シンクーラ王子 役
- Les Miserables
  - （1987年6月11日 - 10月30日、帝国劇場） - ガブローシュ 役
  - （1988年3月3日 - 25日、中日劇場 / 4月9日 - 5月26日、梅田コマ劇場 / 6月6日 - 8月31日、帝国劇場） - ガブローシュ 役
  - （2003年7月6日 - 8月31日、帝国劇場 / 2004年1月2日 - 8日、博多座） - マリウス 役
- スタンド・バイ・ミー
  - （1991年8月2日 - 25日、日生劇場） - クリス 役
  - （1994年8月3日 - 14日、京都南座、サンシャイン劇場 ） - エース 役
  - （1995年8月11日 - 9月3日、サンシャイン劇場） - エース 役
- 滅びかけた人類、その愛の本質とは…（1993年10月17日 - 24日、PARCO劇場） - ケイン 役
- 渦巻（1995年12月21日 - 1996年2月4日、ベニサンPIT、新神戸オリエンタル劇場） - ニッキー・ランカスター 役
- FORTY CARATS ～ 40カラット（1998年2月4日 - 3月1日、天王洲アイル、近鉄劇場　他） - ピーター 役
- 怪しき村の旅人（1998年3月20日 - 29日、世田谷パブリックシアター）
- RENT Breakthrough Musical - 主演・マーク 役
  - （1998年9月24日 - 10月4日、赤坂BLITZ / 10月9日 - 11月1日、シアタードラマシティー / 11月20日 - 12月6日、東京芸術劇場中ホール / 12月9日 - 11日、メルパルクホール / 12月19日・20日、中日劇場）
  - （1999年9月17日・18日、日本青年館 / 9月22日・23日、中日劇場 / 10月7日 - 10月17日、シアタードラマシティー / 10月21日 - 11月7日、東京芸術劇場中ホール）
  - RENT GALA the Concert（2002年1月16日 - 19日、赤坂ACTシアター / 1月25日・26日、シアタードラマシティー）
  - 日米合作 Broadway Musical RENT Japan tour 2024（2024年8月21日 - 9月8日、東急シアターオーブ / 9月11日 - 15日、SkyシアターMBS)
- BOYS TIME ～つよく正しくたくましく!!～（1999年12月31日 - 2月28日、PARCO劇場　他） - 菊原正之 役
- オケピ!（2000年6月6日 - 7月9日、青山劇場 / 7月14日 - 30日、大阪厚生年金会館芸術ホール） - パーカッションの河田 役
- シラノ・ザ・ミュージカル（2000年12月2日 - 17日、大阪松竹座 / 12月19日 - 21日、中日劇場 / 2001年1月5日 - 21日、赤坂ACTシアター） - クリスチャン 役
- 天国の本屋（2001年1月25日・26日、青山円形劇場） - 主演・上原さとし / 田中一郎 役
- ロミオとジュリエット2001（2001年7月1日 - 26日、博多座） - 主演・ロミオ 役
- 第三舞台ファントム・ペイン（2001年9月14日 - 10月1日、ル テアトル銀座　他） - 深町慎史 役
- ロックミュージカル GODSPELL - 主演・キリスト 役
  - （2001年12月4日 - 16日、ル・テアトル銀座）
  - （2010年12月12月5日 - 26日、シアタートラム）※構成・演出も担当[128]
- ピッチフォーク・ディズニー（2002年5月24日 - 6月23日、シアタートラム） - コスモ 役
- 魔法の黄色い靴（2002年8月4日 - 9月1日、赤坂ACTシアター　他） - 主演・三宅澤和彦 役
- ピルグリム（2003年1月4日 - 2月2日、新国立劇場中劇場） - 直太郎 役
- ブロードバンドシアターvol.1「ROOFTOP」（2003年3月3月29日 - 4月10日、SOMIDOホール） - 主演[129]
- Off Broadway Musical tick,tick…BOOM! - 主演・ジョナサン 役
  - （2003年6月12日 - 22日、アートスフィア / 28・29日、シアタードラマシティ / 7月3日、愛知厚生年金会館）
  - （2006年10月27日 - 11月7日、世田谷パブリックシアター　他）
  - （2012年9月13日 - 30日、あうるすぽっと / 10月11日、サンケイホールブリーゼ）※演出・振り付け・翻訳も担当[130]
- リンダリンダ（2004年11月16日 - 12月5日、シアターアプル / 9日 - 12日、大阪シアター・ドラマシティ / 12月18・19日、メルパルクホールFUKUOKA）[131] - 主演・ヒロシ 役
- Off Broadway Musical The Last Five Years - 主演・ジェイミー 役
  - （2005年7月4日 - 8月10日、シアターＸ　他）
  - （2007年9月7日 - 10月21日、東京グローブ座　他）
  - （2010年4月1日 - 25日、シアターコクーン　他）
- Broadway Musical Little Shop of Horrors（2005年11月 - 12月、青山劇場 / 12月16 - 18日、シアターBRAVA! / 22・23日、高知市文化プラザかるぽーと） - 主演・シーモア 役
- 小森輝彦&服部容子デュオリサイタルVol.2（2006年8月11日、カザルスホール） - 朗読で参加
- ROCK MUSICAL Hedwig and the angryinch - 主演・ヘドウィグ 役
  - （2007年2月15日 - 4月8日、新宿FACE　他）[132]
  - （2008年4月4日 - 6月8日、新宿　他）
  - （2009年11月27日 - 12月6日、Zepp Tokyo　他）
  - 　Hedwig and the angryinch ～ツアーファイナル大打ち上げLIVE～（2008年6月21日、中野サンプラザ）
  - 　JOHN CAMERON MITCHELL Midnight Radio-The History of Hedwig- (2025年7月23日、NHK大阪ホール)　ゲスト出演[133]
- ドリアン・グレイの肖像（2009年8月21日 - 9月13日、世田谷パブリックシアター / 9月11日 - 13日、兵庫県立芸術文化センター） - 主演・ドリアン 役
- 琉球ロマネスク テンペスト（2011年2月6日 - 28日、赤坂ACTシアター / 3月5日 - 20日、新歌舞伎座） - 浅倉雅博 役
- ウサニ（2012年8月3日 - 26日、ル テアトル銀座） - スネーク 役
- L'opera Rock MOZART（2013年2月9日 - 24日、東急シアターオーブ / 22日 - 24日：梅田芸術劇場） - 主演・モーツァルト / サリエリ 役（中川晃教と交互主演）[6]
- おのれナポレオン L'honneur de Napoleon（2013年4月9日 - 5月12日〈4月6日 - 7日：プレビュー公演〉、東京芸術劇場プレイハウス） - モントロン伯爵 役[134]
- 音楽劇 ヴォイツェク-Woyzeck-（2013年10月4日 - 14日、赤坂ACTシアター / 10月25日 - 27日、シアターBRAVA!） - 主演・ヴォイツェク 役[8]
- オーシャンズ11（2014年6月9日 - 7月6日、東急シアターオーブ / 10月23日 - 11月2日、梅田芸術劇場） - ラスティ・ライアン 役[135][136]
- Lost Memory Theatre（2014年8月21日 - 31日、神奈川芸術劇場 / 9月6日・7日、兵庫芸術文化センター） - 主演
- Broadway Musical メンフィス -MEMPHIS- - 主演・ヒューイ・カルフーン 役
  - （2015年1月30日 - 2月10日、赤坂ACTシアター / 2月20日 - 22日、キャナルシティ劇場）[137]
  - （2017年12月2日 - 17日、新国立劇場中劇場）※演出も担当[138]
- 嵐が丘（2015年5月6日 - 26日、日生劇場） - ヒースクリフ 役 [139]
- マハゴニー市の興亡（2016年9月6日 - 22日、KAAT神奈川芸術劇場） - 主演・ジム 役 [140]
- 劇団☆新感線『髑髏城の七人』 Season花（2017年3月30日 - 6月12日、IHIステージアラウンド東京） - 無界屋蘭兵衛 役 [141]
- 愛のレキシアター ざ・びぎにんぐ・おぶ・らぶ（2019年3月10日 - 24日、赤坂ACTシアター / 3月30日・31日、オリックス劇場） - 主演・織田こきん[142] / 土方歳三[143] など6役[144]
- 万葉集 meets ミュージカル「令和にそよぐ風〜若き歌詠みの物語〜」（2020年1月2日・3日、東京国際フォーラム ホールB7） - 大海人皇子 役 [145]
- Musical Anastasia（2020年3月1日 - 28日、東急シアターオーブ / 4月6日 - 18日、梅田芸術劇場[注釈 1] - グレブ 役 [147]
- 大地 (Social Distancing Version)（2020年7月1日 - 8月8日、PARCO劇場 / 8月12日 - 23日、サンケイホールブリーゼ） - ブロツキー 役[148][149]
- INSPIRE 陰陽師（2020年12月31日 - 2021年1月6日、日生劇場） - 蝉丸 役[150]
- 装束 meets ミュージカル「不思議の国のひなまつり」（2022年3月3日 - 6日、東京国際フォーラム ホールB7） - 男雛 役 [151]
- ミュージカル 太平洋序曲（2023年3月8日 - 29日、日生劇場 / 4月8日 - 16日、梅田芸術劇場）-主演・狂言回し 役 [152]
- 音楽劇 浅草キッド（2023年10月8日 - 22日、明治座 / 10月30日 - 11月5日、新歌舞伎座 / 11月25日・26日、愛知県芸術劇場大ホール） - 深見千三郎 役

### コンサート
- A Christmas Show JEWEL'97（1997年12月16日・17日、天王洲アイル / 24・25日、新神戸オリエンタル劇場）
- Thank you! Broadway! Vol.2（2002年9月10日・11日、青山劇場 / 11月6日、New York Lincoln Center）
- Broadway Gala Concert 2005（2005年2月19日・20日、東京国際フォーラムホールC）
- Team YAMAMOTO Presents Koji YAMAMOTO 35th Anniversary Live（2012年1月24.25日、赤坂BLITZ)
- フレンチ・ミュージカル・コンサート2014（2014年10月19日、東急シアターオーブ）[153]
- Disney on CLASSIC Premium『美女と野獣』イン・コンサート（2020年2月22日・23日、横浜アリーナ） - ガストン 役[154]
- NO STAGE NO LIFE! ミュージカルを止めるな！（2020年10月24日・25日、東急シアターオーブ）[155]
- NHKハグくむコンサート（2021年3月13日、小牧市市民会館）
- メ〜テレ Premium Concert 2022（2022年2月23日、愛知県芸術劇場コンサートホール）[156]
- 古澤巖×山本耕史コンサート｢Dandyism Banquet」
  - 「Dandyism Banquet tour2022｣（2022年9月4日 - 2023年1月28日、Bunkamuraオーチャードホール　他 8都市9公演）
  - 「Dandyism Banquet Ⅱ」（2024年1月8日 - 3月10日 昭和女子大学人見記念講堂　他 13都市15公演）
  - 「Dandyism Banquet3」（2025年7月19日 - 10月25日 日向市文化交流センター 大ホール　他 10都市11公演予定）
- ミュージカル & 映画音楽 ドリーム・キャラバン　(2022年9月21日、札幌 / 2023年1月10日、広島 / 1月31日、高崎)[157]
- cobaプロデュースコンサート レジェンドタイム（2025年6月18日、めぐろパーシモンホール）

### テレビ番組

#### 司会・MC
- 新・真夜中の王国（1999年4月7日 - 2001年3月、NHK BS2） - 水曜司会
- 第56回NHK紅白歌合戦（2005年12月31日、NHK総合・ラジオ第1） - 白組司会
- グランドスラム・東京|嘉納治五郎杯 東京国際柔道大会 2007ワールドグランプリ（2007年12月7 - 9日、BSジャパン・テレビ東京）
- 山本耕史“スイートJAM”（2007年10月4日 - 2010年3月25日、BSジャパン）
- 東急ジルベスターコンサート（年越し番組）、テレビ東京） 
  - 2009 - 2010年　指揮：大友直人 カウントダウン曲　組曲「惑星」より“木星”
  - 2019 - 2020年 指揮：山田和樹 カウントダウン曲　組曲「惑星」より“木星”
  - 2021 - 2022年 指揮：原田慶太楼 カウントダウン曲　ベートーヴェン作曲『エグモント』序曲
- ドラマナビヤ（2013年1月26日、NHK）

#### ナレーション
- 北欧紀行 （2004年10月6日、関西テレビ）
- ふれあい街歩き「プラハ〜チェコ〜」（2005年11月15日、NHK-Bshi、NHK総合）
- 毎日モーツァルト（2006年1月30日 - 12月29日、NHK-BS2・NHK-BShi） - 案内人
- 姿三四郎（2007年12月6日、テレビ東京）
- スポーツ大陸（2006年 - 2010年、不定期、NHK）
- アスリートの魂（2012年 - 2018年、不定期、NHK総合）
- 密着！ 布袋寅泰 35th ANNIVERSARY 8 BEATのシルエット 2016（2016年10月30日、WOWOW）

#### 旅・街歩き
- 世界ウルルン滞在記（毎日放送） - 旅人
  - 青い海と裸の島に…山本耕史が出会った / ミクロネシア・フラフッフ（1995年8月27日）
  - スコットランドのバグパイプに山本耕史が出会った / スコットランド・カルコーディー（1997年10月26日）
  - 中国・手品師の兄弟に…山本耕史が出会った / 中国・桂林（2003年5月25日）
  - 山本耕史 ギター製作に挑戦 / アメリカ・ジョージア（ロバート・ベネデットに弟子入り）（2008年1月20日）
- LOVE ASIA ヒマラヤに輝く笑顔遺産～ブータン王国ふれあい旅～（2005年2月27日、フジテレビ）
- 毎日モーツァルトスペシャル 山本耕史とたどるモーツァルトへの旅（2006年10月13日、NHK BS2・BShi）
- 発見!山本耕史のアイルランド・ミーツ・ジャパン（2013年5月6日、テレビ東京）
- アナザースカイ-another sky-（日本テレビ）
  - 2017年1月13日　訪れた街　New York[158]
  - 2024年8月17日　訪れた街　New York[159]
- わざわざ行きたい!! 山本耕史の瀬戸の島旅（2017年11月25日、テレビ朝日系列中四国ブロック　放送局：瀬戸内海放送・山口朝日放送・愛媛朝日テレビ・広島ホームテレビ）
- NST NBS開局50周年記念特別番組 山本耕史ラブリバー〜千曲川・信濃川367kmの旅〜（2019年2月26日、新潟総合テレビ・長野放送）
- 生中継　鎌倉殿の13人の世界 伊豆・鎌倉（2022年1月19日・20日、NHK BS8K・NHK 総合）
- 食べて！飲んで！Mr.コウジ 名店探訪（2024年1月8日 - 3月25日 、BS朝日）[160]

#### その他
- 寺内ヘンドリックス（フジテレビ）
  - 異種格闘技：山本耕史vs小俣有希子 （1993年11月16日、フジテレビ）
  - 異種格闘技：仲本工事vs山本耕史 （1994年2月4日、フジテレビ）
- 真夜中の王国～俳優・ミュージシャン　山本耕史～（1998年4月2日、NHKBS2）
- どんとこい新選組！ 隊士座談会（2004年12月30日、NHK）
- MusiG（2006年4月6日 - 2007年8月6日、日本テレビ）
- 歴史にドキリ（2013年9月4日、NHK Eテレ） - 上杉謙信 役
- FNS27時間テレビ フジ本気ROCKフェス（2015年7月25日、フジテレビ）
- 映画音楽はすばらしい! （NHKBS4K・NHK BSプレミアム）
  - 映画音楽はすばらしい!Ⅱ（2021年3月24日、NHKBS4K・NHK BSプレミアム）[161]
  - 映画音楽はすばらしい!Ⅳ（2022年3月27日、NHKBS4K・NHK BSプレミアム）[162]
- ザ・マスクド・シンガー season2 （2022年8月4日 - 25日、Amazon Prime Video）- HERO（ヒーロー）
- 山本耕史　夢の到達点（2024年9月1日、関西テレビ　2024年9月3日 ～ 9月15日、TVer、カンテレドーガ）

### 声優

#### テレビアニメ
- 花より男子（1996年9月8日 - 1997年8月31日、ABC・テレビ朝日） - 花沢類 役
- 明日のナージャ（2003年2月2日 - 2004年1月25日、ABC・テレビ朝日） - ラファエル 役

#### 劇場アニメ
- 劇場版花より男子（1997年3月8日公開、東映） - 花沢類 役
- 劇場版ポケットモンスター ダイヤモンド&パール ディアルガVSパルキアVSダークライ（2007年7月14日公開、東宝） - トニオ 役
- 映画 プリキュアオールスターズ みんなで歌う♪奇跡の魔法!（2016年3月19日公開、東映） - トラウーマ 役[163]
- 長ぐつをはいたネコと9つの命（2023年3月17日公開、東宝東和/ギャガ） - 主演 プス 役[164]
- 不思議の国でアリスと -Dive in Wonderland-（2025年8月29日公開予定、松竹） - マッドハッター 役[165]

#### 吹き替え
- ライオン・キング2 シンバズ・プライド（1998年8月26日、ディズニーOVA） - コブ 役

- ジュラシック・ワールド（2017年8月4日、日本テレビ） - 主演 オーウェン・グレイディ 役（クリス・プラット）[166]
- ジオストーム（2018年1月19日、ワーナー・ブラザース映画） - マックス・ローソン 役（ジム・スタージェス）[167]
- ピノキオ（2022年9月8日、Disney+） - ジミニー・クリケット 役[168]

### ゲーム
- 仮面ライダー シティウォーズ スマートフォン用アプリゲーム（2019年 - 2021年3月、Android/iOS） - 仮面ライダー1型 役[169]
- 仮面ライダーバトル ガンバライジング トレーディングカードゲーム（2020年1月 - 2023年1月、アーケード） - 仮面ライダー1型 役[170]
- LOST JUDGMENT 裁かれざる記憶（2021年9月24日発売、PlayStation 5, PlayStation 4, Xbox Series X/S, Xbox One）- 桑名仁 役[171]
- 仮面ライダーバトル ガンバレジェンズ トレーディングカードゲーム（2023年3月 - 、アーケード） - 仮面ライダー1型 役

### PV
- class「冬の日の2009」（2008年12月3日リリース）
- BREAKERZ  「闇夜に舞う青い鳥」（2019年9月4日リリース）

### CM・広告
- 雪印乳業（現：雪印メグミルク）
  - 「ネオソフト」（1981年）
  - 「つぶよりフルーツヨーグルト」（1995年）
- 日本ヴイックス（現：大正製薬）
  - 「ヴイックスヴェポラッブ」（1982年）
- ハウス食品
  - 「バーモントカレー」（1982年 - 1989年）
  - 「ククレカレー」（1997年）
- 丸大食品「丸大ハムシリーズ」（1983年 - 1985年）
- ライオン
  - 「入浴剤シャワシャワ」（1983年）
  - 「こども歯ブラシ」（1987年）
- ナショナル住宅産業（現：パナソニック ホームズ）「スカイライン3A」（1984年）
- 東京ガス「風呂釜」（1984年 - 1987年）
- ナショナル「ほたるスイッチ」（1985年）
- 関西セルラー（1998年）
- 住友林業「住友林業の家」（2003年 - 2005年）
- 大新社「ディースター」（2006年 - 2008年）
- メルセデス・ベンツ「メルセデス・ベンツ・SLK」（2011年）
- イシンホールディングス「イシンホーム」（2012年 - 2015年）
- サントリー
  - 「澄みわたる梅酒」WEB CM（2017年）
  - 「パーフェクトサントリービール」（2022年10月 - ）（堺雅人、奈緒と共演）
  - 「クラフトボス」（2025年2月 - ）（トミー・リー・ジョーンズ、安藤サクラ、松尾諭と共演）[172]
- ヒノキヤグループ「Z空調」（2022年11月 - 2024年11月）（斎藤工と共演）[173]
- HIROTSUバイオサイエンス「N-NOSE plus すい臓」（2022年）[174]
- W２ 「ECプラットフォーム」（2023年1月）
- 数字選択式宝くじ 宝くじ 「ナンバーズ」「ロトシリーズ」（2023年4月 - ）（神木隆之介、上白石萌音と共演）
- 大日本除虫菊
  - 「ゴキブリムエンダー」（2023年4月 - ）
  - 「ダニムエンダー」（2024年9月 - ）
- 味の素 「パスタキューブ」（2024年3月 - ）（磯村勇斗と共演）[175]
- 日本マクドナルド「大人が恋するてりやき」（2024年5月 - 6月）（木村文乃と共演）[176]
- NTTアノードエナジー 企業CM（2024年12月 - ）
- ワークポート 企業CM（2025年1月 - ）[177]
- バンダイナムコエンターテインメント「ドラゴンボールZ ドッカンバトル」（2025年1月 - ）[178]
- P&Gジャパン「アリエール」（2025年2月 - ）（今田美桜と共演）[179]
- 三陽商会「BAKER STREET」ブランドアンバサダー（2025年3月 - ）[180]

### 音声ガイド
- 大阪市立美術館ほか「歌川国芳展」（2011年） - 音声ガイド

### その他・玩具 等
- 仮面ライダーゼロワン 変身ベルト DXサイクロンライザー（2020年4月、プレミアムバンダイ） - 飛電其雄 役

## ディスコグラフィ

### シングル
| 発売日         | タイトル        | 収録内容 | 備考 |
| -------------- | --------------- | --- | --- |
| 1997年7月25日  | IMAGINE         | 1. IMAGINE 2. 君 3. IMAGINE（オリジナルカラオケ）                                                                                   | - 笹路正徳プロデュース・編曲。 - 全作詞作曲は山本本人。 |
| 1997年11月25日 | Always Together | 1. Always Together 2. 君にとどきますように… 3. Always Together（オリジナルカラオケ） 4. 君にとどきますように…（オリジナルカラオケ） | - 全作詞作曲は山本本人。編曲は土方隆行。 - 『Always Together』 日本テレビ系ドラマ「Shin-D 大市民」主題歌 - 『君にとどきますように…』 ハウス食品 ククレカレーCMソング |
| 1998年4月15日  | REFLECTION      | 1. REFLECTION 2. 37°ALC 3. REFLECTION（オリジナルカラオケ）                                                                         | - 笹路正徳プロデュース。 - 作詞作曲は山本本人。 - 『REFLECTION』 編曲:笹路正徳 メナード ジュピエルCMソング - 『37°ALC』 編曲:土方隆行                                |

### ミニアルバム
| 1998年6月25日 | Yesteryear | 1. Detect 2. IMAGINE 3. あの子の家 4. Shiny Day 5. Always Together 6. REFLECTION（REMIX） | - 全作詞作曲は山本本人。 |

### KOJI YAMAMOTO & K.D earth 名義
- IN MY HANDS (2005年10月31日)
- JUMP (2006年5月11日)
- 3-wish (2007年2月15日)
- john (2008年6月14日)

### その他
- JR貨物社歌「春夏秋冬」(2007年)
- Whey-hey-hey Brothers「じぶんの詩 -A BEAUTIFUL DAY」(2007年2月28日) ※佐野元春プロデュース、山口智充ヴォーカル、山本耕史ギターによるプロジェクト
- 古澤巖×山本耕史Dandyism Banquet 「Dandyism Banquet」(2022年8月31日) ※ツアーのタイアップ・アルバム

## 雑誌連載
- 山本耕史のちょっと休憩しませんか!（2005年4月 - 2015年7月）
  - 第1回 - 第90回、『月刊TVnavi』
  - 第91回 - 第100回、『TVnaviSMILE』